# ホテルイースト21東京
ホテル イースト21東京（ホテル イースト21とうきょう、英称:Hotel East 21 Tokyo）とは、東京都江東区にあるオークラホテルズ&リゾーツに属するホテル。東京ディズニーリゾート・グッドネイバーホテルの一つ。

## 歴史
1992年（平成4年）鹿島建設の資材置き場であった同地に、同社による深川地区再開発事業の一環である複合商業施設「東京イースト21」において、下町地区初の本格的シティホテルとして営業を開始する。
1995年、フジテレビ系列で放送されたテレビドラマ『いつかまた逢える』の撮影現場となった。
鹿島建設が子会社・鹿島ホテルエンタプライズを通して経営していたが、バブル崩壊の余波を受けたことと都心からの立地の悪さなどから経営的苦境に陥り、1998年（平成10年）6月、株式会社ホテルオークラと技術指導契約を締結、その後同年11月、運営委託契約を締結し、オークラホテルズ＆リゾーツのメンバーホテルとなる。2002年、鹿島建設の子会社である鹿島東京開発株式会社が、鹿島ホテルエンタプライズを吸収合併したため、現在のホテルの経営会社は鹿島東京開発株式会社 ホテル事業部となっている。
2000年（平成12年）9月には民主党大会が開かれた。2007年（平成19年）の第21回参議院議員通常選挙では当ホテルのホールで開票作業が行われた。

## 近隣施設
- サミットストアイースト21店
- 東京メトロ東西線東陽町駅
- 江東区役所